# Старовєр Давид Олександрович
Старовєр Дави́д Олекса́ндрович (11 липня 2000 — 14 квітня 2024) — старший солдат Збройних Сил України, учасник російсько-української війни.

## Життєпис
Навчався у єврейській школі «Яд-Веезер» (нині НВК «Ор Менахем») з 1 по 2 клас, потім до 7 класу у ліцеї № 32, після чого вступив та закінчив Київський військовий ліцей імені Івана Богуна до 2018 року, потім здобував юридичну освіту у Вінницькому національному аграрному університеті та продовжив навчання на денному відділенні магістратури Одеського національного університету, який не закінчив через війну. При наявності 2 відстрочок пішов добровольцем боронити рідну Україну.
З березня 2022 року, після початку повномасштабного вторгнення військ РФ на територію України взяв участь у підтримці особового складу в/ч-А2556, за що отримав подяку від командира цієї частини.
У 2023 році приєднався добровольцем до лав ЗСУ. Після проходження навчання у Великобританії боронив Батьківщину від росіян у складі 59 ОМБ ім. Якова Гандзюка. Був старшим солдатом та мінометником. Виконував військові завдання на Покровському напрямку. 24 жовтеня 2023 року виконував бойове завдання під Авдіївкою зазнав важкого поранення, втім після відновлення знову повернувся на фронт. Після повернення на фронт виконував військові завдання на покровському напрямку.Паралельно з проходженням служби у в/ч-А2980 Давид пройшов професійний відбір для подальшого проходження служби в ГУР МОУ.
Життя воїна обірвалося поблизу села Нетайлове, Донецької області, 14 квітня під час безпосередньої участі у бойових діях та забезпечення заходів з національної безпеки і оборони, відсічі і стримування збройної агресії, прикриваючи своїх побратимів при наступі ворожої дрг Давид загинув. Йому назавжди залишилось 23 роки.
З 15 квітня 2024 року воїн вважався безвісти зниклим. У пошуках зокрема брали участь Федерація єврейських громад України (ФЕГУ), головний рабин ХаБаДу в Україні Моше Асман та військовий капелан Яків Синяков, який підтримує єврейських солдатів на фронті.
Давид Старовєр повернувся додому на щиті 20 грудня 2024 року.

## Нагороди
- Медаль «За відвагу»[11]
- Медаль «За заслуги»[2]

## Спочинок
21 грудня 2024 року, розпочиналась церемонія прощання об 11:00 за адресою: вул. В.Винниченка, 22 (живий коридор від ліцею № 8, початок був о 10:30). О 12:00 поминальну панахиду відслужили у стінах Спасо-Преображенського кафедрального собору. Чин поховання воїна відбувся о 13:00 на Алеї Слави Сабарівського кладовища.
Попрощатись окрім рідних, друзів, побратимів та членів Вінницької громади, також прийшли представники єврейської громади Вінниці, рабин Шауль Горовіц та його дружина ребецен Хана Горовіц. В п'ятницю ввечері відбулася його Левая (юд. похоронна служба-супровід), що супроводжувалася зворушливим зібранням громади та читанням Кадишу у пам'ять про Давида.

## Вшанування
- Іменна табличка на стелі "Героям що загинули в Російсько-Українській війні" на території Ліцею № 32 (Вінниця).
- Біографічна табличка на почесній стіні героїв у Ліцеї № 32 (Вінниця).[14]